# Varování na krabičkách cigaret
Varování na krabičkách cigaret a tabákových výrobků je zdravotní varování vyobrazené na balíčku cigaret a dalších tabákových výrobků. Bylo zavedeno v souvislosti s úsilím sdělit veřejnosti nebezpečí kouření. Obecně jsou varovné nápisy a obrázky použity v různých zemích, pokoušejí se sdělit stejný obsah. Varování pro některé země jsou zobrazena dále. Tento typ varování má už mnoho let místo v tabákové reklamě. Kanada byla první zemí na světě, která zavedla povinně varovné obrázky na cigaretovém balení.

## Albánie
V Albánii je na krabičkách cigaret použito textového varování.
- Pirja e duhanit vret (Kouření zabíjí)
- Pirja e duhanit mund të vrasë (Kouření může zabíjet)
- Pirja e duhanit ju dëmton ju dhe të tjerët rreth jush (Kouření vážně škodí Vám a lidem ve Vašem okolí)
- Duhanpirësit vdesin më të rinj
- Duhanpirja bllokon arteriet dhe shkakton infarkt të zemrës ose hemorragji cerebrale
- Duhanpirja shkakton kancer në mushkëri
- Duhanpirja gjatë shtatëzanisë dëmton fëmijën tuaj
- Ruani fëmijët: mos i lini ata të thithin tymin tuaj
- Mjeku ose farmacisti juaj mund t'ju ndihmojë të lini duhanin
- Duhanpirja shkakton varësi të fortë, mos e filloni atë
- Lënia e duhanit pakëson rrezikun e sëmundjeve vdekjeprurëse të zemrës dhe mushkërive
- Duhanpirja mund të shkaktojë një vdekje të ngadaltë dhe të dhimbshme
- Kërkoni ndihmë për të lënë duhanin: telefon 0 800 47 47; Sektori i abuzimit me substancat, Instituti i Shëndetit Publik: www.ishp.gov.al; konsultonhuni me mjekun/ farmacistin tuaj
- Duhanpirja mund të ngadalësojë rrjedhjen e gjakut dhe shkakton impotencë
- Duhanpirja shkakton plakjen e fytyrës
- Duhani përmban benzen, nitrosaminë, formalinë dhe cianid hidrogjeni
- Pirja e duhanit shkakton sëmundje të zemrës
- Duhanpirja mund të dëmtojë spermën dhe ul pjellorinë
- Duhani dëmton rëndë shëndetin

## Argentina
Obecné varování: El fumar es perjudicial para la salud - Kouření je zdraví škodlivé

## Austrálie
Na začátku roku 2006 byla představena nová iniciativa, grafické zobrazení účinků kouření cigaret na krabičkách cigaret. Od 1. března musí varování pokrývat 30% přední strany a 90% zadní strany krabičky. Na 10% plochy zadní krabičky, která není použita pro zdravotní varování je zpráva "Zákaz prodeje osobám pod zákonem".
Cigaretové krabičky obsahují následující varování:
- Smoking causes peripheral vascular disease (Kouření způsobuje onemocnění periferních cév)
- Smoking causes emphysema (Kouření způsobuje rozedmu plic)
- Smoking causes mouth and throat cancer (Kouření způsobuje rakovinu úst a hrdla)
- Smoking clogs your arteries (Kouření Vám ucpává tepny)
- Don't let children breath your smoke (Nenechte dýchat děti Váš kouř)
- Smoking - A leading cause of death (Kouření - nejčastější příčina smrti)
- Quitting will improve your health (Ukončení zlepší vaše zdraví)
- Smoking harms unborn babies (Kouření škodí nenarozeným dětem)
- Smoking causes blindness (Kouření způsobuje slepotu)
- Smoking causes lung cancer (Kouření způsobuje rakovinu plic)
- Smoking causes heart disease (Kouření způsobuje onemocnění srdce)
- Smoking doubles your risk of stroke (Kouření zdvojnásobuje riziko vzniku cévní mozkové příhody)
- Smoking is addictive (Kouření je návykové)
- Tobacco smoke is toxic (Tabákový kouř je toxický)

Ke každému varování je připojen obrázek a detailní informace na zadní straně krabičky.
Navíc balení doutníků a volně prodávaný tabák obsahují lehce odlišná varování. Tato varování míří na falešný dojem, že alternativa, tedy necigaretové tabákové výrobky jsou méně škodlivé.
Australské zákony o cigaretových baleních dále zakazují používat termíny jako 'light' (lehké), 'mild' (jemné), 'extra mild' (extra jemné) a podobně. To má zabránit mylnému dojmu, že určité tabákové směsi jsou méně poškozující zdraví než jiné. Ve stejném smyslu je zakázána reklama na určité , že oxid uhelnatý, nikotin a dehetTo the same effect, while the carbon monoxide, nicotine and tar content of particular brands of cigarettes used to be mandated, zobrazování této reklamy je nyní zakázáno vládní kampaní "All Cigarettes are Toxic" (Všechny cigarety jsou toxické).

## Ázerbájdžán
V Ázerbájdžánu pokrývá balení malý nápis: "Ministerstvo zdravotnictví varuje: Kouření je nebezpečné pro Vaše zdraví", ale je to obvykle tištěno světlým a malým písmem. První část textu není vždy viditelná.

## Bosna a Hercegovina
Malé varování s textem Pušenje je štetno za zdravlje (Kouření škodí zdraví) je vytištěno na boku cigaretových krabiček.

## Brazílie

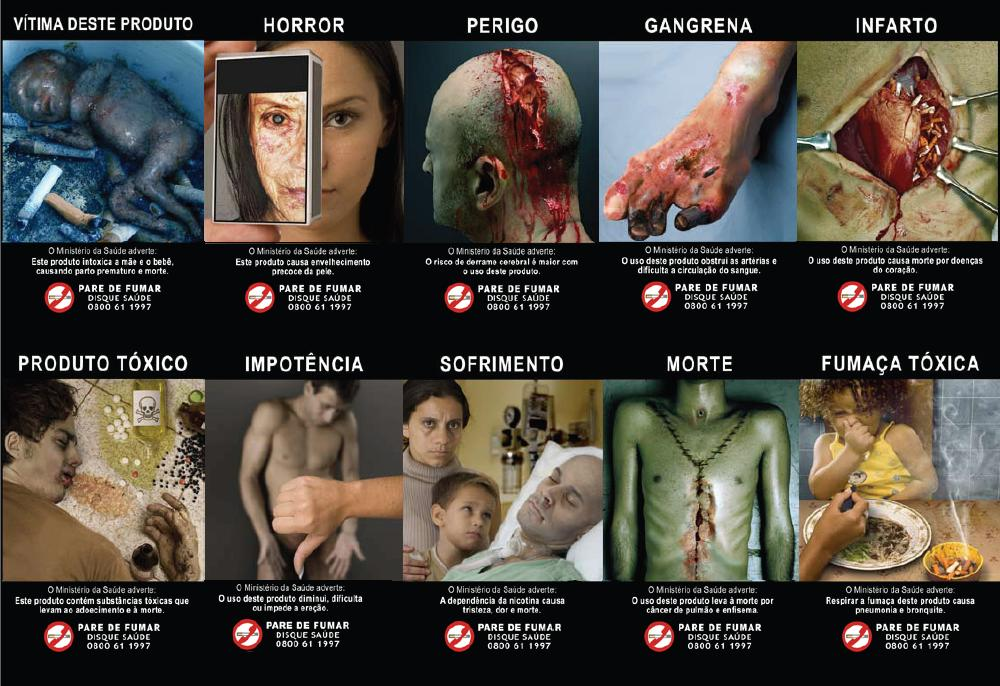
Brazilské třetí a současné obrázkové varování, povinné na všech cigaretových baleních.

Brazílie je druhou zemí na světě, která uplatnila povinné varovné obrázky na cigaretových balíčcích. Varování a obrázky ilustrují rizika kouření a od roku 2001 pokrývají 100 % zadní části krabičky. V roce 2008 vláda vybrala třetí verzi obrázků, zaměřenou na mladé kuřáky.
Od roku 2003 je zde také věta "Este produto contém mais de 4,7 mil substâncias tóxicas, e nicotina que causa dependência física ou psíquica. Não existem níveis seguros para consumo dessas substâncias" (Tyto výrobky obsahují přes 4.700 toxických substancí a nikotin, který způsobuje fyzickou a psychickou závislost. Neexistuje žádná bezpečná hladina pro braní těchto substancí.) zobrazená na všech baleních.
K tomu je připojena nahoře zpráva O Ministério da Saúde adverte: ... (Ministerstvo zdravotnictví varuje: ...), následovaná jedním z mnoha rizik kouření, které je vyobrazeno na jedné ze stran. Stejné doporučení, následované varováním probíhá po komerčních televizních reklamách; a i když už v současnosti není povolena reklama na cigarety, toto varování se těší veliké popularitě a je použito v množství různých kontextů, ať zdravotních, tak jiných.

## Čínská lidová republika
Zákony čínské lidové republiky říkají, "Právo na tabákový monopol" (中华人民共和国烟草专卖法) Kapitola 4 Článek 18 "Zákon na implementaci práva na tabákový monopol" (中华人民共和国烟草专卖法实施条例) Kapitola 5 Článek 29, cigarety a doutníky prodané na území Číny musí být označeny množstvím obsaženého dehtu a nápisem “Kouřením riskujete své zdraví” (吸烟有害健康). Označení musí být v Čínštině na krabičkách nebo kartonech.

## Evropská unie
Cigaretové krabičky a další tabákové balení musí obsahovat varování ve stejném rozměru a formátu a musí být použity nařízené texty (v příslušných místních jazycích) ve všech členských státech Evropské unie.
Tato varování jsou vyobrazena tučně fontem Helvetica v černé barvě na bílém pozadí s tučným černým orámováním. Irsko začíná svoje varování úvodními slovy „Irish Government Warning“ (Irská vláda varuje) a Litva slovy „Veselības ministrija brīdina“ (Ministerstvo zdravotnictví varuje), dále Španělsko s „Las Autoridades Sanitarias Advierten“ (Zdravotní výbor varuje). V členských zemích s více než jedním oficiálním jazykem jsou tato varování zobrazena ve všech užívaných jazycích, s následovně upravenými rozměry (například v Belgii je sdělení napsáno v nizozemštině, francouzštině a v němčině, v Lucembursku ve francouzštině a němčině a v Irsku v irštině a angličtině). Všechna cigaretová balení prodaná na území Evropské unie musí mít zobrazeny hodnoty nikotinu, dehtu a oxidu uhelnatého stejným způsobem na boční straně balení.
V roce 2003 bylo hlášeno, že trh zaplavila cigaretová pouzdra, v rámci přípravy na výraznější varování na krabičkách cigaret podle evropského nařízení z ledna 2003. V jiných případech lidé zakrývají varování vlastním textem, jako například: „Zítra by tě mohl srazit autobus"

### Česko a Slovensko
- Kouření škodí zdraví.
- Kouření může zabíjet.
- Kouření vážně škodí Vám i lidem ve Vašem okolí.
- Kuřáci umírají předčasně.
- Kouření ucpává tepny a způsobuje infarkt a mrtvici.
- Kouření způsobuje smrtelnou rakovinu plic.[4]
- Kouření je vysoce návykové, nezačínejte s ním.
- Přestat kouřit znamená snížit riziko vzniku smrtelných onemocnění srdce a plic.
- Kouření může způsobit pomalou a bolestivou smrt.
- Kouření způsobuje stárnutí kůže.
- Kouření může poškodit sperma a snižuje plodnost.
- Kouření může snižovat krevní oběh a způsobuje neplodnost.
- Kouř obsahuje benzen, nitrosaminy, formaldehyd a kyanovodík.
- Kouření v těhotenství škodí zdraví Vašeho dítěte.
- Chraňte děti: nenuťte je vdechovat Váš kouř.
- Váš lékař nebo lékárník Vám může pomoci přestat s kouřením.
- Získejte pomoc při odvykání kouření.

Na Slovensku jsou stejná varování psaná ve slovenštině.

### Finsko
Ve Finsku jsou varovné nápisy psány jak ve finštině tak i ve švédštině.
- Tupakointi on hengenvaarallista / Rökning kan döda (Kouření zabíjí / Kouření může zabít)
- Tupakointi vahingoittaa vakavasti sinua ja ympärilläsi olevia / Rökning skadar allvarligt dig själv och personer i din omgivning (Kouření vážně poškozuje zdraví Vás i lidem ve Vašem okolí)
- Tupakoivat kuolevat nuorempina / Rökare dör i förtid (Kuřáci umírají mladí)
- Tupakointi tukkii verisuonet sekä aiheuttaa sydänkohtauksia ja aivoveritulppia / Rökning ger förträngningar i blodkärlen och orsakar hjärtinfarkt och stroke (Kouření ucpává tepny a způsobuje infarkt a mrtvici)
- Tupakointi aiheuttaa keuhkosyöpää, joka johtaa kuolemaan / Rökning orsakar dödlig lungcancer (Kouření způsobuje smrtelnou rakovinu plic)
- Tupakointi raskauden aikana vahingoittaa lastasi / Rökning under graviditeten skadar ditt barn (Kouření v těhotenství poškozuje Vaše dítě)
- Suojele lapsia ― älä pakota heitä hengittämään tupakansavua / Skydda barnen ― låt dem inte andas in din tobaksrök (Chraňte děti: nenechte je dýchat Váš cigaretový kouř)
- Lääkäriltä tai apteekista saat apua tupakoinnin lopettamiseen / Din läkare eller ditt apotek kan hjälpa dig att sluta röka (Váš lékař nebo lékárník Vám může pomoci přestat kouřit)
- Tupakointi aiheuttaa voimakasta riippuvuutta. Älä aloita / Rökning är mycket beroendeframkallande. Börja inte rök (Kouření je vysoce návykové, nezačínejte)
- Lopettamalla tupakoinnin vähennät vaaraa sairastua kuolemaan johtaviin sydän- ja keuhkosairauksiin / Om du slutar röka löper du mindre risk att få dödliga hjärt- och lungsjukdomar (Ukončení kouření omezí riziko smrtelného onemocnění srdce a rakoviny plic)
- Tupakointi voi aiheuttaa hitaan ja tuskallisen kuoleman / Rökning kan leda till en långsam och smärtsam död (Kouření může způsobit pomalou a bolestivou smrt)
- Pyydä apua tupakoinnin lopettamiseen: puh. 0800 148 484 / Sök hjälp för att sluta röka: tfn 0800 148 484 (Nechte si poradit s odvykáním kouření: telefon 0800 148 484)
- Tupakointi aiheuttaa impotenssia ja voi heikentää verenkiertoa / Rökning kan försämra blodflödet och orsakar impotens (Kouření může omezit krevní oběh a způsobit impotenci)
- Tupakointi vanhentaa ihoa / Rökning får din hy att åldras (Kouření způsobuje stárnutí kůže)
- Tupakointi voi vahingoittaa siittiöitä ja vähentää hedelmällisyyttä / Rökning kan skada sperman och minskar fruktsamheten (Kouření může poškodit spermie a snížit plodnost)
- Savu sisältää bentseeniä, nitrosamiineja, formaldehydiä ja vetysyanidia / Rök innehåller bensen, nitrosaminer, formaldehyd och cyanväte (Kouř obsahuje benzen, nitrosamin, formaldehyd a kyanovodík)

### Francie

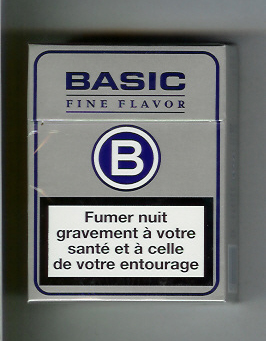
Varování na francouzském cigaretovém balení

Přední strana balení (pokrývá 30% povrchu)
| Fumer tue(Kouření zabíjí) |

nebo
| Fumer nuit gravement à votre santé et à celle de votre entourage(Kouření vážně poškozuje zdraví Vaše i lidí ve Vašem okolí) |

Zadní strana balení (pokrývá 40 % povrchu, podobný vzhled)
- Les fumeurs meurent prématurément. (Kuřáci umírají předčasně.)
- Fumer bouche les artères et provoque des crises cardiaques et des attaques cérébrales. (Kouření ucpává tepny a způsobuje infarkt a mrtvici.)
- Fumer provoque le cancer mortel du poumon. (Kouření způsobuje smrtelnou rakovinu plic.)
- Fumer pendant la grossesse nuit à la santé de votre enfant. (Kouření během těhotenství poškozuje zdraví Vašeho dítěte.)
- Protégez les enfants : ne leur faites pas respirer votre fumée. (Chraňte své děti: nenechte je vdechovat Váš kouř.)
- Votre médecin ou votre pharmacien peuvent vous aider à arrêter de fumer. (Váš lékař nebo lékárník Vám může pomoci přestat kouřit.)
- Fumer crée une forte dépendance, ne commencez pas. (Kouření je vysoce návykové, nezačínejte.)
- Arrêter de fumer réduit les risques de maladies cardiaques et pulmonaires mortelles. (Přestat kouřit omezí riziko smrtelných nemocí srdce a plic.)
- Fumer peut entraîner une mort lente et douloureuse. (Kouření způsobuje pomalou a bolestivou smrt.)
- Faites-vous aider pour arrêter de fumer : téléphonez au 0 825 309 310 (0,15 euro/min). (Odnaučte se kouřit: volejte 0 825 309 310)
- Fumer peut diminuer l'afflux sanguin et provoque l'impuissance. (Kouření může způsobit snížení krevního tlaku a impotenci.)
- Fumer peut nuire aux spermatozoïdes et réduit la fertilité. (Kouření poškozuje spermie a snižuje plodnost.)
- La fumée contient du benzène, des nitrosamines, du formaldéhyde et du cyanure d'hydrogène. (Cigaretový kouř obsahuje benzen, nitrosamin, formaldehyd a kyanovodík.)

Levá nebo pravá strana balení
- Složky v procentech (15 % povrchu, malé písmo): Tabák - Cigaretový papír - Agenti chuti a textury
- ISO yields of toxics in mg/cigarette (in prominent black on white square and bold letters): Dehet - Nikotin - Oxid uhelnatý

Další strana balení
- Země výroby, jméno výrobce, množství
- Identifikace produktu (čárový kód EAN-7)

Další charakteristiky
- Malé písmo: "Vente en France 01" (prodáno ve Francii)
- Recyklační logo (pro karton)
- Slova zakázaná zobrazovat u jména výrobku: light, ultra-light, légere nebo další označení, které může indikovat, že droga má menší dopady... (Tato slova byla nahrazena různými barevnými nápisy)

### Chorvatsko
Textové varování v Chorvatsku je podobné dalším v Evropské unii.
Přední strana krabičky (pokrývá 30 % plochy):
| Pušenje ubija(Kouření zabíjí) |

nebo
| Pušenje ozbiljno šteti vama i drugima oko vas(Kouření vážně škodí Vám a lidem ve Vašem okolí) |

Zadní strana krabičky (pokrývá 40 % plochy):
- Pušači umiru mlađi (Kuřáci umírají mladí)
- Pušenje uzrokuje začepljenje arterija i uzrokuje srčani i moždani udar (Kouření ucpává Vaše tepny a způsobuje infarkt a mrtvici)
- Pušenje uzrokuje smrtonosan rak pluća (Kouření způsobuje smrtelnou rakovinu plic)
- Pušenje u trudnoći šteti vašem djetetu (Kouření v těhotenství ubližuje Vašemu dítěti)
- Zaštitite djecu od udisanja vašeg cigaretnog dima (Chraňte své děti od dýchání cigaretového kouře)
- Vaš liječnik ili ljekarnik može vam pomoći prestati pušiti (Váš lékař nebo lékárník Vám může pomoci přestat kouřit)
- Pušenje stvara izrazitu ovisnost, nemojte ni počinjati (Kouření je vysoce návykové, vůbec nezačínejte)
- Prestanak pušenja umanjuje rizik smrtnih srčanih ili plućnih bolesti (Ukončení kouření snižuje riziko vzniku smrtelného onemocnění srdce a plic)
- Pušenje može izazvati polaganu i bolnu smrt (Kouření způsobuje pomalou a bolestivou smrt)
- Potražite pomoć za prestanak pušenja /savjetujte se sa svojim liječnikom/ljekarnikom) (Zeptejte se jak přestat kouřit / Poraďte se se svým lékařem / lékárníkem)
- Pušenje može usporiti krvotok i prouzročiti impotenciju (Kouření může zpomalit tok krve a způsobit impotenci)
- Pušenje uzrokuje starenje kože (Kouření způsobuje stárnutí kůže)
- Pušenje može oštetiti spermu i smanjiti plodnost (Kouření může zabít spermie a omezuje plodnost)
- Dim sadrži benzene, nitrozamine, formaldehide i ugljikove cijanide (Kouř obsahuje benzen, nitrosaminy, formaldehyd a kyanidy vodíku*)

Poslední varování obsahuje chybný překlad evropského nařízení z roku 2001/37/EC - "hydrogen" bylo přeloženo jako ugljik (uhlík) namísto vodik. I přesto bylo uzákoněno a začalo se objevovat na cigaretových krabičkách v březnu 2009.
Mezi lety 1997 a 2004 bylo používáno pouze jednoduché textové varování, (Pušenje je štetno za zdravlje neboli Kouření škodí zdraví).
2004-2009
Přední strana balení:
- Pušenje šteti Vašem zdravlju (Kouření škodí Vašemu zdraví)

Zadní strana balení:
- Pušenje uzrokuje rak (Kouření způsobuje rakovinu)
- Pušenje u trudnoći šteti i razvoju djeteta (Kouření v těhotenství poškozuje vývoj dítěte)
- Pušenje uzrokuje srčani i moždani udar (Kouření způsobuje infarkt a mrtvici)
- Pušenje skraćuje život (Kouření zkracuje život)

### Irsko
| Toradh caithimh tobac — bás Smoking kills |

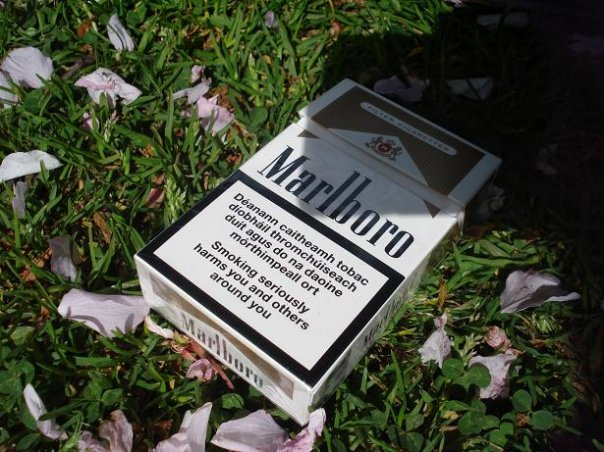
Krabička irských cigaret s úplným varováním

Irsko v současné době postupuje podle nařízení EU (viz výše), ale předtím používalo vlastní schéma, kde bylo na krabičce umístěno 8 typů varování, jak definoval SI 326/1991.
Rozhodnutím nejvyššího soudu z ledna 2008 bylo nařízeno, že varování na tabákových produktech musí být zobrazeno ve všech oficiálních jazycích. Výsledkem bylo nařízení Evropského Společenství (Výrobce, Presentace a prodej tabákových výrobků) (Pozměňovací návrh) Nařízení z roku 2008 bylo přijato. Tyto státy, které tabákové výrobky dodají na trh po 30 září 2009 musí nést varování v irském a anglickém jazyce. Rok dlouhé přechodné období se vztahuje na výrobky, které byly uvedeny na trh před 1. říjnem 2008 a mohou být prodávány až do 1. října 2009.
Každý balíček cigaret na sobě musí nést:
- Jedno z následujících všeobecných varování (v obou jazycích, irštině a angličtině) které musí pokrývat nejméně 32 % vnější strany.
  - Toradh caithimh tobac — bás - Smoking kills - Kouření zabíjí
  - Déanann caitheamh tobac díobháil thromchúiseach duit agus do na daoine mórthimpeall ort - Smoking seriously harms you and others around you- Kouření vážně škodí Vám i lidem ve Vašem okolí

- Anebo jedno z následujících přiložených varování (v obou jazycích, irštině a angličtině), která musí pokrývat nejméně 45 % vnější strany.
  - Giorrú saoil tobac a chaitheamh - Smokers die younger - Kuřáci umírají předčasně
  - Nuair a chaitear tobac, tachtar na hartairí agus is é cúis le taomanna croí agus strócanna - Smoking clogs the arteries and causes heart attacks and strokes - Kouření ucpává tepny a způsobuje infarkt a mrtvici
  - Caitheamh tobac is cúis le hailse scamhóg mharfach - Smoking causes fatal lung cancer - Kouření způsobuje smrtelnou rakovinu plic
  - Má chaitheann tú tobac le linn toirchis, déantar díobháil don leanbán - Smoking when pregnant harms your baby - Kouření v těhotenství zraňuje Vaše miminko
  - Cosain leanaí: ná cuir iallach orthu do chuid deataigh a análú - Protect children: don’t make them breathe your smoke - Chraňte děti: nenechávejte je dýchat Váš kouř
  - Féadann do dhochtúir nó do chógaiseoir cabhrú leat éirí as caitheamh tobac Your doctor or your pharmacist can help you stop smoking - Váš lékař nebo lékárník Vám pomůže v odvykání kouření
  - Is éasca a bheith tugtha do chaitheamh tobac, ná tosaigh leis - Smoking is highly addictive, don’t start - Kouření je vysoce návykové, nezačínejte
  - Má éiríonn tú as tobac a chaitheamh laghdaítear an riosca de ghalair mharfacha chroí agus scamhóg - Stopping smoking reduces the risk of fatal heart and lung diseases - Ukončením kouření snížíte riziko srdečních a plicních nemocí
  - Féadann caitheamh tobac bheith ina chúis le bás mall pianmhar - Smoking can cause a slow and painful death - Kouření způsobuje pomalou a bolestivou smrt
  - Faigh cúnamh chun éirí as caitheamh tobac: Íosghlao Stoplíne 1850 201 203 - Get help to stop smoking: Callsave Quitline 1850 201 203 - Poraďte si v odvykání kouření: Volejte Quit line 1850 201 203
  - Féadfaidh caitheamh tobac imshruthúfola a laghdú agus bheith ina chúis le héagumas - Smoking may reduce the blood flow and cause impotence - Kouření může snížit průtok krve a způsobit impotenci
  - Caitheamh tobac is cúis le críonadh craicinn - Smoking causes ageing of the skin - Kouření způsobuje stárnutí kůže
  - Féadann caitheamh tobac dochar a dhéanamh don speirm agus laghdaíonn sé torthúlacht - Smoking can damage the sperm and decreases fertility - Kouření může poškodit spermie a snížit plodnost
  - Cuimsíonn deatach beinséin, nítreasaimíní, formaildéad agus ciainíd hidrigine - Smoke contains benzene, nitrosamines, formaldehyde and hydrogen cyanide - Cigaretový kouř obsahuje benzen, nitrosaminy, formaldehyd a kyanovodík

- V případě tabákových výrobků, které se nezapalují, musí být vyznačeno pouze toto varování:
  - Féadann an táirge tobac seo dochar a dhéanamh do do shláinte agus is táirge andúile é - This tobacco product can damage your health and is addictive - Tento tabákový výrobek Vám může poškodit zdraví a je návykový

### Itálie
| Il fumo uccide(Kouření zabíjí) |

- Il fumo uccide / Il fumo può uccidere. (Kouření zabíjí / Kouření může zabít)
- Il fumo danneggia gravemente te e chi ti sta intorno. (Kouření vážně poškozuje zdraví Vám i lidem ve Vašem okolí)
- I fumatori muoiono prima. (Kuřáci umírají předčasně.)
- Il fumo ostruisce le arterie e provoca infarti e ictus. (Kouření ucpává tepny a způsobuje nemoci srdce a mrtvici)
- Il fumo provoca cancro mortale ai polmoni. (Kouření způsobuje smrtelnou rakovinu plic.)
- Fumare in gravidanza fa male al bambino. (Kouření v těhotenství zraňuje Vaše dítě.)
- Proteggi i bambini, non fumare in loro presenza. (Chraňte děti: nekuřte v jejich přítomnosti.)
- Il medico o il tuo farmacista possono aiutarti a smettere di fumare. (Váš lékař nebo lékárník Vám mohou pomoci přestat kouřit.)
- Specialisti del settore medico possono aiutarti a smettere di fumare. (Odborníci v lékařství Vám mohou pomoci přestat kouřit.)
- Il fumo crea un'elevata dipendenza, non iniziare. (Kouření je vysoce návykové, nezačínejte.)
- Smettere di fumare riduce il rischio di malattie cardiovascolari e polmonari mortali. (Ukončením kouřením snižujete riziko smrtelné kardiovaskulárních a plicních chorob.)
- Il fumo può provocare una morte lenta e dolorosa. (Kouření může způsobit dlouhou a bolestivou smrt.)
- Il fumo provoca il cancro della cavità orale. (Kouření způsobuje rakovinu dutiny ústní.)
- Fatti aiutare a smettere di fumare. (Nechte nás pomoci přestat s kouřením.)
- Il fumo può ridurre la circolazione sanguigna e causa impotenza. (Kouření může omezit krevní oběh a způsobit impotenci.)
- Il fumo invecchia la pelle. (Kouření způsobuje stárnutí kůže.)
- Il fumo può danneggiare lo sperma e diminuisce la fertilità. (Kouření může poškodit spermie a snížit plodnost.)
- Il fumo contiene benzene, nitrosammine, formaldeide e acido cianidrico. (Cigarety obsahují benzen, nitrosamin, formaldehyd a kyselinu kyanovodíkovou)

Další texty jsou někdy umístěny na baleních, například některá balení obsahují leták, na kterém jsou napsána všechna výše uvedená varování s podrobným vysvětlení a důvody, proč přestat kouřit a zpráva od Philip Morris International.

### Lotyšsko
- Smēķēšana nopietni apdraud Jūs un cilvēkus Jums blakus. (Kouření vážně ohrožuje Vás a lidi okolo Vás.)
- Smēķēšana nogalina. (Kouření zabijí.)
- Smēķēšana izraisa neārstējamu plaušu vēzi. (Kouření způsobuje neléčitelnou rakovinu plic.)
- Atmest smēķēšanu Jums var palīdzet Jūsu ġimenes ārsts un farmaceits. (Váš rodinný doktor a lékárník Vám mohou pomoci přestat kouřit.)
- Smēķētaji mirst jauni. (Kuřáci umírají mladí.)
- Sargiet bērnus: nelieciet viņiem elpot tabakas dūmus! (Zachraňte děti: nenuťte je dýchat cigaretový kouř.)
- Smēķēšana grūtniecības laikā kaitē Jūsu bērnam. (Kouření během těhotenství zraňuje Vaše dítě.)
- Smēķēšana izraisa artēriju nosprostošanos un rada sirdslēkmes un insultu. (Kouření způsobuje zanášení tepen a vede k srdečním infarktům a mozkovým mrtvicím.)

### Maďarsko
- A dohányzás halált okozhat.
- A dohányosok korábban halnak.
- A dohányzás elzárja az artériákat, szívrohamot és agyvérzést okoz.
- A dohányzás halálos tüdőrákot okoz.
- A terhes nők dohányzása károsítja a magzat egészségét.
- Védje a gyermekeket: ne tegye ki őket a dohányfüst belélegzése veszélyének.
- Az orvosok és a gyógyszerészek segíthetnek a leszokásban.
- A dohányzásról nagyon nehéz leszokni, ezért ne szokjon rá.
- A dohányzás abbaha-gyása csökkenti a halálos szív- és tüdőbetegségek kockázatát.
- A dohányzás lassú és fájdalmas halálhoz vezet.
- Kérjen segítséget a leszokáshoz (telefon/levélcím/Internet-cím) kérdezze meg háziorvosát/gyógyszerészét.
- A dohányzás lassíthatja a vér áramlását, és impotenciát okozhat.
- A dohányzás öregíti a bőrt.
- A dohányzás károsítja a spermákat és gyengíti a megtermékenyítő képességet.
- A füst benzolt, nitrozamint, formaldehidet és hidrogén-cianidot tartalmaz.

### Malta
- Twissija mid-Dipartiment tas-Saħħa: PERIKLU - (POZOR- Ministerstvo zdravotnictví - Varování)
- It-tipjip joqtol - (Kouření zabíjí)
- Min ipejjep imut żgħir - (Kuřáci umírají mladí)
- It-tipjip isodd l-arterji u jġib l-attakki tal-qalb u l-puplesiji - (Kouření zanáší Vaše tepny a vede k srdečním infarktům a mozkovým mrtvicím.)
- It-tipjip jagħmel kanċer fil-pulmun - (Kouření způsobuje smrtelnou rakovinu plic.)
- Jekk tpejjep waqt it-tqala tagħmel ħsara lit-tarbija tiegħek - (Kouření během těhotenství zraňuje Vaše dítě.)
- Ipproteġi lit-tfal: iġġelhomx jibilgħu d-duħħan tas-sigaretti tiegħek - (Chraňte děti: nenuťte je dýchat cigaretový kouř.)
- It-tabib jew l-ispiżjar jgħinuk biex tieqaf tpejjep - (Váš doktor a Váš lékárník Vám mohou pomoci přestat kouřit.)
- It-tipjip huwa vizzju, tibdiex tpejjep - (Kouření je vysoce návykové, nezačínejte.)
- Jekk tieqaf tpejjep tnaqas ir-riskju ta' attakki tal-qalb u mard tal-pulmun - (Přestat kouřit snižuje riziko smrtelných srdečních a plicních chorob.)
- It-tipjip jista' jwassal għal agunija fit-tul u ħafna uġiegħ - (Kouření může způsobit pomalou a bolestivou smrt.)
- Itlob l-għajnuna biex tieqaf tpejjep - 21231247 - (Sežeňte si pomoc a přestaňte kouřit - 21231247)
- It-tipjip inaqqas iċ-ċirkulazzjoni tad-demm u jista' jwassal għall-impotenza - (Kouření může způsobit snížení krevního průtoku a způsobuje impotenci.)
- It-tipjip ixejjħek - (Kouření způsobuje stárnutí kůže.)
- It-tipjip jista' jagħmel ħsara lill-isperma u jnaqqas il-fertilità - (Kouření může poškodit spermie a snižuje plodnost.)
- Id-duħħan fih il-benżene, in-nitrosamini, il-formaldehyde, u l-idroġen cyanide - (Cigarety obsahují benzen, nitrosaminy, formaldehyd a kyanovodík)

### Německo a Rakousko
- Všeobecné varování:

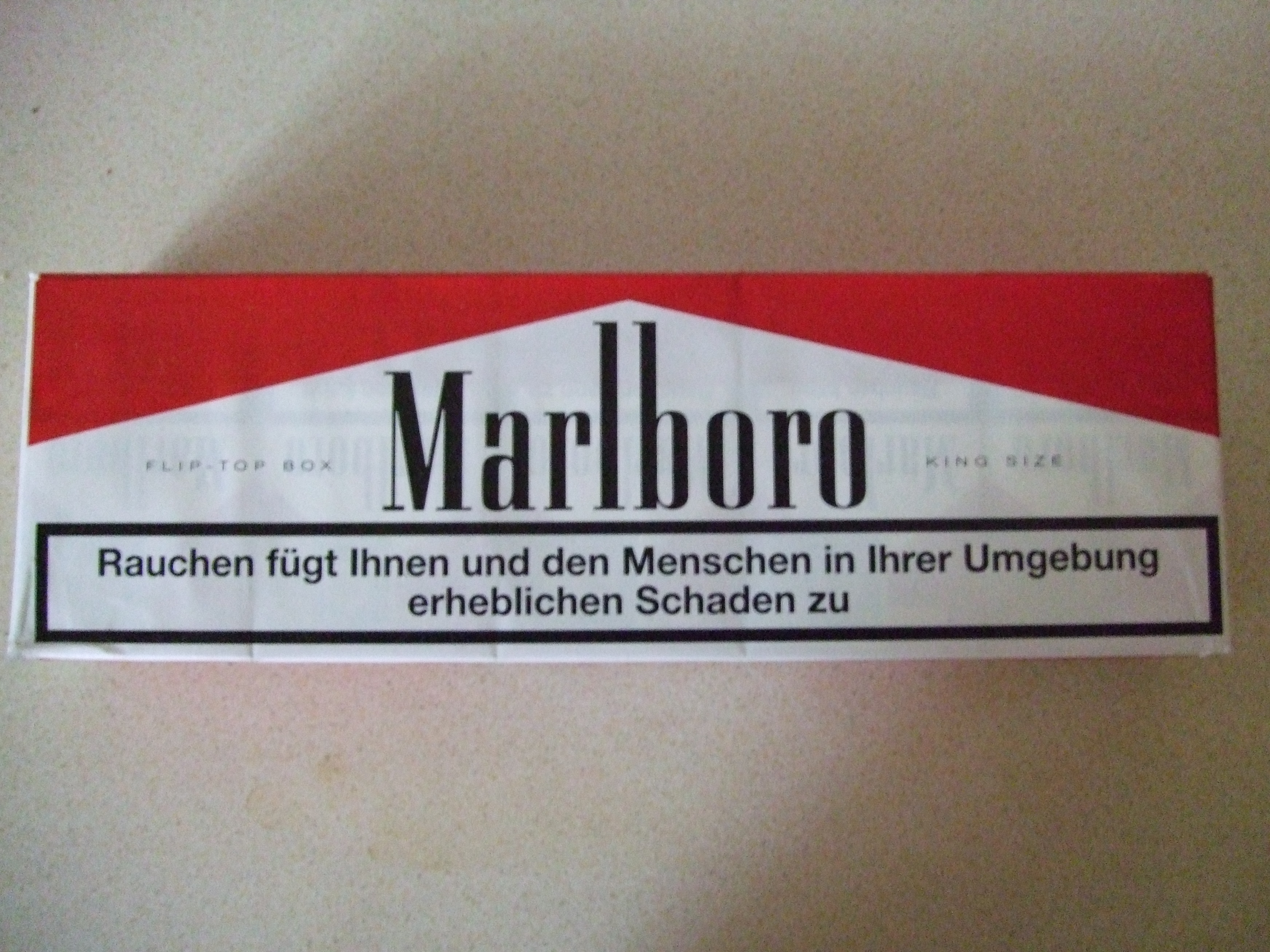
Balení německých cigaret s kompletním varováním

  - Rauchen ist tödlich - Kouření je smrtelné.
  - Rauchen kann tödlich sein - Kouření může být smrtelné.
  - Rauchen fügt Ihnen und den Menschen in Ihrer Umgebung erheblichen Schaden zu. - Kouření vážně škodí Vám a lidem ve Vašem okolí.

- Další varování:
  - Raucher sterben früher - Kuřáci umírají předčasně.
  - Rauchen führt zur Verstopfung der Arterien und verursacht Herzinfarkte und Schlaganfälle. - Kouření vede k ucpávání tepen a způsobuje infarkt a mrtvici.
  - Rauchen verursacht tödlichen Lungenkrebs. - Kouření způsobuje smrtelnou rakovinu plic.
  - Rauchen in der Schwangerschaft schadet Ihrem Kind - Kouření v průběhu těhotenství zraňuje Vaše dítě.
  - Schützen Sie Kinder — lassen Sie sie nicht Ihren Tabakrauch einatmen! - Chraňte děti - nenechte je dýchat Váš tabákový kouř!
  - Ihr Arzt oder Apotheker kann Ihnen dabei helfen, das Rauchen aufzugeben. - Váš doktor nebo lékárník Vám pomůže přestat s kouřením.
  - Rauchen macht sehr schnell abhängig: Fangen Sie gar nicht erst an! - Kouření je vysoce návykové: Vůbec nezačínejte!
  - Wer das Rauchen aufgibt, verringert das Risiko tödlicher Herz- und Lungenerkrankungen - Ukončení kouření snižuje riziko smrtelného onemocnění srdce a plic.
  - Rauchen kann zu einem langsamen und schmerzhaften Tod führen - Kouření způsobuje pomalou a bolestivou smrt.
  - Rauchen kann zu Durchblutungsstörungen führen und verursacht Impotenz - Kouření může vést k poruchám krevního oběhu a způsobuje impotenci.
  - Rauchen lässt Ihre Haut altern - Kouření způsobuje stárnutí Vaší kůže.
  - Rauchen kann die Spermatozoen schädigen und schränkt die Fruchtbarkeit ein - Kouření může zničit spermie a omezit Vaši plodnost.
  - Rauch enthält Benzol, Nitrosamine, Formaldehyd und Blausäure - Kouř obsahuje benzen, nitrosamin, formaldehyd a kyanovodík.

### Nizozemsko
- Roken is dodelijk (Kouření zabíjí)
- Roken veroorzaakt impotentie (Kouření způsobuje impotenci)
- Roken veroorzaakt dodelijke longkanker (Kouření způsobuje smrtelnou rakovinu plic)
- Tabaksrook bevat benzeen, nitrosaminen, formaldehyde en waterstofcyanide (Tabákový kouř obsahuje benzen, nitorsaminy, formaldehyd a kyanovodík)
- Uw arts of apotheker kan u helpen te stoppen met roken (Váš lékař nebo lékárník Vám může pomoci přestat kouřit)
- Rokers sterven jonger (Kuřáci umírají mladí)
- Roken veroorzaakt verstopping van de bloedvaten, hartaanvallen en beroertes (Kouření způsobuje ucpávání cév, infarkt a mrtvici)
- Roken tijdens de zwangerschap is slecht voor uw baby (Kouření během těhotenství zraňuje Vaše dítě)
- Bescherm kinderen: laat hen niet uw rook inademen (Chraňte děti: nenechávejte je vdechovat Váš kouř)
- Roken werkt zeer verslavend; begin er niet mee (Kouření je vysoce návykové; vůbec s ním nezačínejte)
- Stoppen met roken vermindert het risico op dodelijke hart- en longziekten (Když přestanete kouřit, snížíte riziko smrtelného srdečního a plicního onemocnění)
- Roken kan leiden tot een langzame, pijnlijke dood (Kouření může vést k pomalé a bolestivé smrti)
- Roken veroudert uw huid (Kouření zapříčiňuje stárnutí Vaší kůže)
- Roken kan het sperma beschadigen en vermindert de vruchtbaarheid (Kouření může poškodit spermie a snížit plodnost)
- Roken brengt u en anderen rondom u ernstige schade toe (Kouření vážně poškozuje zdraví lidí kolem Vás)

### Portugalsko
- Fumar mata. (Kouření zabíjí)

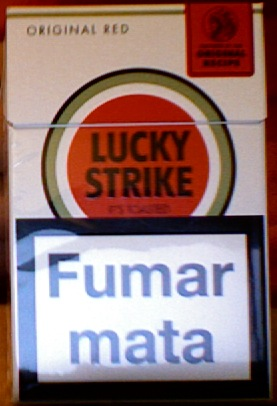
A warning message on a Portuguese pack of Lucky Strike

- Fumar provoca o cancro pulmonar mortal. (Kouření způsobuje smrtelnou rakovinu plic.)
- Fumar causa elevada dependência. Não comece a fumar. (Kouření způsobuje vážnou závislost. Nezačínejte kouřit.)
- Fumar provoca o envelhecimento da pele. (Kouření způsobuje předčasné stárnutí kůže.)
- Fumar prejudica gravemente a sua saúde e a dos que o rodeiam. (Kouření výrazně poškozuje Vaše zdraví a zdraví lidí okolo Vás.)
- Se está grávida: fumar prejudica a saúde do seu filho. (Pokud jste těhotná: kouření zraňuje Vaše dítě.)
- Os fumadores morrem prematuramente. (Kuřáci umírají předčasně.)
- Fumar bloqueia as artérias e provoca ataques cardíacos e enfartes. (Kouření ucpává vaše tepny a způsobuje infarkty a mrtvice.)
- Fumar pode reduzir o fluxo de sangue e provoca impotência. (Kouření může způsobit snížení průtoku krve a impotenci.)
- Deixar de fumar reduz os riscos de doenças cardiovasculares e pulmonares mortais. (Přestat s kouřením snižuje riziko smrtelných kardiovaskulárních a pulmonárních chorob.)

### Řecko
- Το κάπνισμα σκοτώνει. (Kouření zabíjí)
- Το κάπνισμα μπορεί να σκοτώσει. (Kouření může zabít)
- Το κάπνισμα βλάπτει σοβαρά τον καπνιστή και τους γύρω του. (Kouření vážně škodí kuřákům a lidem v jejich okolí)
- Το κάπνισμα βλάπτει σοβαρά εσάς και τους γύρω σας. (Kouření vážně poškozuje Váš i lidi ve Vašem okolí)
- Οι καπνιστές πεθαίνουν πρόωρα. (Kuřáci umírají předčasně)
- Το κάπνισμα αποφράσσει τις αρτηρίες και προκαλεί εμφράγματα και εγκεφαλικά επεισόδια. (Kouření ucpává tepny a způsobuje infarkt a mrtvici)
- Το κάπνισμα προκαλεί θανατηφόρο καρκίνο των πνευμόνων. (Kouření způsobuje smrtelnou rakovinu plic)
- Το κάπνισμα κατά τη διάρκεια της εγκυμοσύνης μπορεί να βλάπτει την υγεία του παιδιού σας. (Kouření během těhotenství může poškodit zdraví Vašeho miminka)
- Προστατέψτε τα παιδιά: μην τα αναγκάζετε να αναπνέουν τον καπνό σας. (Chraňte děti: nenechávejte je dýchat Váš kouř)
- Ο γιατρός σας ή ο φαρμακοποιός σας μπορεί να σας βοηθήσει να κόψετε το κάπνισμα. (Váš lékař nebo lékárník Vám může pomoci přestat kouřit)
- Το κάπνισμα είναι εξαιρετικά εθιστικό, μην το αρχίσετε. (Kouření je vysoce návykové; nezačínejte)
- Το σταμάτημα του καπνίσματος μειώνει τον κίνδυνο θανατηφόρο καρδιαγγειακών και πνευμονικών παθήσεων. (Ukončením kouřením omezíte rizika smrtelného onemocnění srdce a plic)
- Το κάπνισμά μπορεί να προκαλέσει αργό και επώδυνο θάνατο. (Kouření může způsobit pomalou a bolestivou smrt)
- Ζητήστε βοήθεια για να σταματήσετε το κάπνισμα: συμβουλευτείτε το γιατρό σας. (Poraďte se, jak přestat kouřit: zeptejte se svého lékaře)
- Το κάπνισμα μπορεί να μειώσει τη ροή του αίματος και να προκαλέσει ανικανότητα. (Kouření může porušit krevní oběh a způsobit impotenci)
- Το κάπνισμα προκαλεί γήρανση του δέρματος. (Kouření způsobuje předčasné stárnutí kůže)
- Το κάπνισμα μπορεί να βλάψει το σπέρμα και μειώνει τη γονιμότητα. (Kouření poškozuje spermie a snižuje plodnost)
- Ο καπνός περιέχει βενζόλιο, νιτροζαμίνες, φορμαλδεΰδη και υδροκυάνιο. (Cigaretový kouř obsahuje benzen, nitrosaminy, formaldehyd a kyanovodík)

### Slovinsko
Front of packaging (covers 30% of surface)
| Kajenje ubija(Smoking kills) |

or
| Kajenje resno škoduje vam in ljudem okoli vas(Kouření vážně poškozuje Váš i lidi ve Vašem okolí) |

Zadní strana balení (pokrývá 40 % povrchu)
- Kadilci umirajo mlajši. (Kuřáci umírají mladí.)
- Kajenje maši žile in povzroča srčni infarkt in možgansko kap. (Kouření zanáší tepny a způsobuje srdeční infarkt a mozkové mrtvice.)
- Kajenje povzroča smrt zaradi pljučnega raka. (Kouření způsobuje smrtelnou rakovinu plic.)
- Kajenje med nosečnostjo škoduje vašemu otroku. (Kouření během těhotenství zraňuje Vaše dítě.)
- Varujte otroke pred vdihavanjem vašega cigaretnega dima. (Chraňte své děti od dýchání cigaretového kouře.)
- Vaš zdravnik ali farmacevt vam lahko pomaga opustiti kajenje. (Váš doktor nebo lékárník Vám může pomoci přestat kouřit.)
- Kajenje povzroča hudo zasvojenost, zato ne začnite kaditi. (Kouření je vysoce návykové, nezačínejte.)
- Opustitev kajenja zmanjša tveganje za smrt zaradi bolezni srca in pljuč. (Přestat kouřit snižuje riziko smrtelných srdečních a plicních chorob.)
- Kajenje lahko povzroči počasno in boleče umiranje. (Kouření může vést k pomalé a bolestivé smrti.)
- Poiščite pomoč pri opuščanju kajenja: posvetujte se z zdravnikom. (Vyhledejte pomoc k přestání s kouřením; kontaktujte svého lékaře.)
- Kajenje lahko zmanjša pretok krvi in povzroči impotenco. (Kouření může snížit krevní průtok a způsobuje impotenci.)
- ajenje povzroča staranje kože. (Kouření způsobuje stárnutí kůže.)
- Kajenje lahko škoduje spermi in zmanjša plodnost. (Kouření ničí spermie a snižuje plodnost.)
- Cigaretni dim vsebuje benzen, nitrosamine, formaldehid in vodikov cianid. (Cigaretový kouř obsahuje benzen, nitrosaminy, formaldehyd a kyanovodík.})

### Švédsko
- Rökning dödar, (Kouření zabíjí)
- Tobak skadar din hälsa allvarligt. (Cigarety způsobují vážné poškození Vašeho zdraví.)
- Rökning under graviditet kan skada ditt foster. (Kouření během těhotenství může poškodit Váš plod.)
- Rökning kan leda till en långsam och smärtsam död. (Kouření může vést k pomalé a bolestivé smrti.)
- Rökning kan försämra blodflödet och orsakar impotens. (Kouření může oslabit průtok krve a způsobit impotenci.)
- Rökning skadar allvarligt dig själv och personer i din omgivning. (Kouření vážně škodí Vám a Vašemu okolí.)
- Rök innehåller bensen, nitrosaminer, formaldehyd och cyanväte. (Cigarety obsahují benzen, nitrosaminy, formaldehyd a kyanovodík.)
- Skydda barnen. Låt dem inte andas in din tobaksrök. (Chraňte děti. Nenechte je inhalovat cigaretový kouř.)

## Chile
Od listopadu 2006 mají všechna cigaretová balení v Chile nařízeno zobrazovat jedno ze dvou zdravotních varování. Buď obrázek nebo nápis. Tato varování jsou každý rok nahrazena novou sadou.

## Indonésie
| PERINGATAN:MEROKOK MEMBUNUHMU. (Upozornění: Kouření zabije vás) |

## Kanada
Kanada se stala první zemí na světě, která zavedla povinné vyobrazení na krabičkách cigaret. Zákon Canadian Tobacco Act požaduje, aby byly obrázky vyobrazeny na všech legálně prodaných tabákových výrobcích v Kanadě. Současná sada 15 varovných obrázků byla představena v roce 2000 a nahradila starší verzi z roku 1994. Health Canada varování je náhodně tištěno na všechny tabákové výrobky, legálně pradávané v Kanadě a nařizuje pokrýt nejméně 50 % viditelného povrchu tabákového výrobku prodávaného legálně v Kanadě. K importovaným tabákovým výrobkům, které nepochází z Kanady, je dodatečně přidána nálepka s obrázkem, pokud jsou zde legálně prodávány.
Každé varování je vytištěno společně s krátkým vysvětlením ke konkrétnímu obrázku, například:
WARNING (VAROVÁNÍ)

CIGARETTES CAUSE LUNG CANCER (CIGARETY ZPŮSOBUJÍ RAKOVINU PLIC)

85% of lung cancers are caused by smoking. - 85 % rakoviny plic je způsobeno kouřením 

80% of lung cancer victims die within three years. - 80 % obětí rakoviny plic zemře během tří let
k tomu je připojen obrázek lidských plic s detailem plicního karcinomu.
Případně na vnitřní straně krabičky nebo u některých balení je volná kartička se zdravotními informacemi: "health information messages" odpovídající na některé otázky spojené s obavami z ukončení kouření a s nemocemi, vztahujícími se na kouření. Na balíčku (obvykle na užší straně balíčku) je tabulka s podrobnostmi o toxických substancích, nacházejících se v určitých značkách cigaret, například (výrobce B&H uvádí u značky Belmont Milds následující):
"Toxické výpary v cigaretě: Dehet 11 - 26 mg, Nikotin 1.0 - 2.4 mg,

Oxid uhelnatý 14 - 28 mg, Formaldehyd 0.057 mg - 0.14 mg,

Kyanovodík 0.10 - 0.22 mg, Benzen 0.028 - 0.067 mg"
Podle kanadského práva je u produktů prodávaných v Kanadě vyobrazení provedeno v obou jazycích, jak anglicky tak francouzsky.
Kanadské ministerstvo zdravotnictví také uvažuje o právním nařízení na volná balení, v němž by měly legálně prodávané výrobky černobílé balení a označení výhradně jednoduchým, nezdobeným textem. Označení "Light"(lehké) a "Mild"(Chuť) uvažují postavit mimo zákon. U tohoto ministerstvo zdravotnictví varuje, že tyto nápisy vyvolávají klamný dojem, že určité druhy cigaret jsou méně návykové a nezpůsobují nemoci.
Přišlo i mnoho stížností od Kanaďanů, kvůli zobrazení některých krabiček, kde se objevovaly zkažené zuby, ukazující co kouření způsobí v ústní dutině.
Další informace na značení tabákových výrobků v Kanadě jsou na Stránky kanadského ministerstva zdravotnictví.

## Tchaj-wan (Čína)
Varování v Číně (Tchaj-wanu) je uvedeno hlavní frází "Varování ministerstva zdravotnictví:" (行政院衛生署警告) a následováno jedním z následujících varovných nápisů:
- 吸菸有害健康 (Kouření je hazard s Vašim zdravím)
- 孕婦吸菸易導致胎兒早產及體重不足 (Kouření během těhotenství může vyvolat potrat nebo nedonošené dítě)
- 抽菸會導致肺癌﹑心臟病﹑氣腫及與懷孕有關的問題 (Kouření může způsobit rakovinu plic, nemoci srdce, rozedmu plic a problémy v těhotenství)
- 吸菸害人害己 (Kouření poškozuje Vás i ostatní)
- 懷孕婦女吸菸可能傷害胎兒，導致早產及體重不足 (Kouření během těhotenství může poškodit plod a může vyvolat potrat nebo nedonošené dítě)
- 戒菸可減少健康的危害 (Ukončením kouření omezíte zdravotní rizika) - již se nepoužívá[9]